# Виттих, Пауль

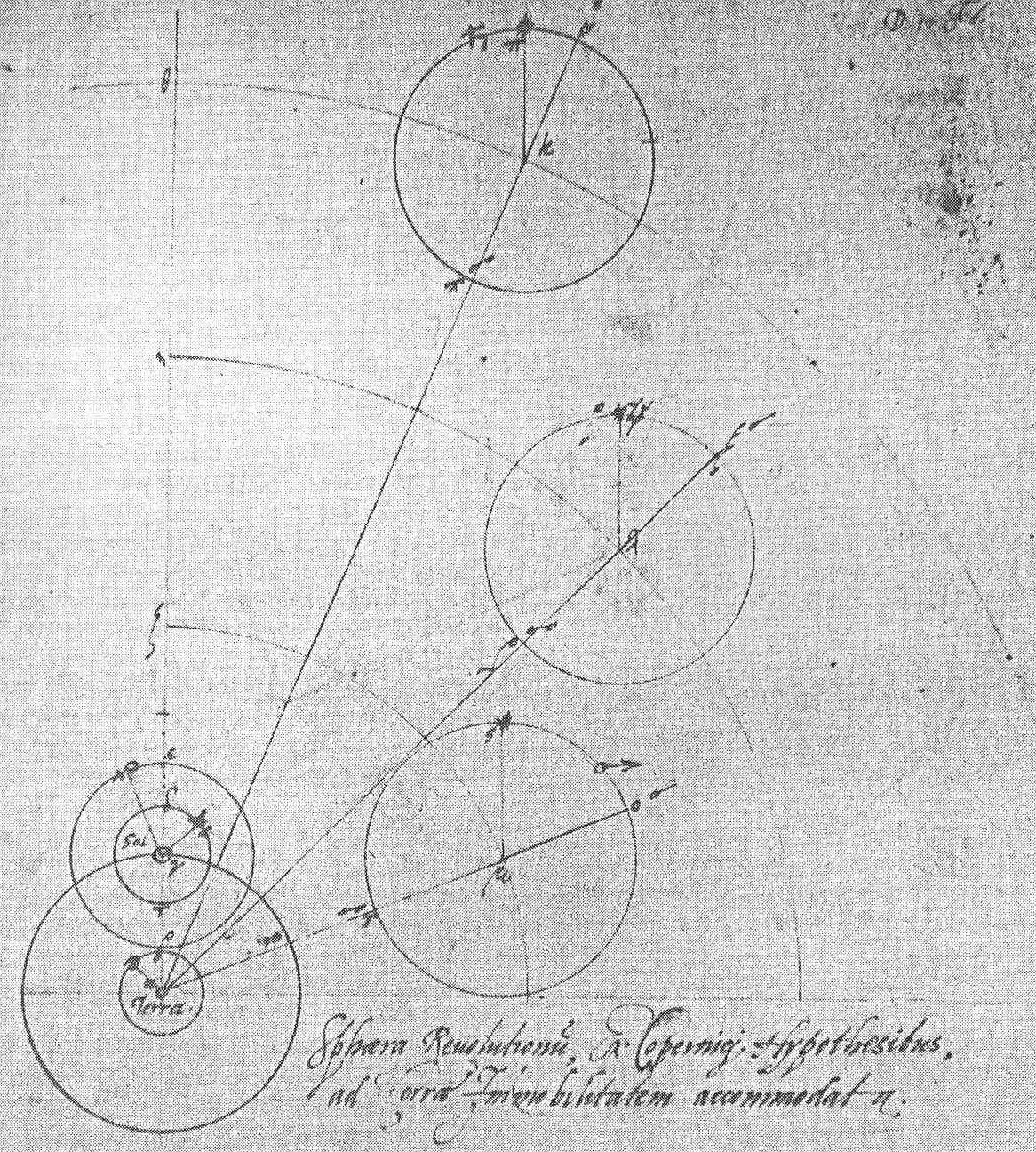
Геометрические преобразования гелиоцентрической системы мира, произведённые Виттихом в 1578 году (на полях принадлежащего ему экземпляра книги Коперника О вращении небесных сфер)

Пауль Виттих (нем. Paul Wittich, ок. 1546 — 9 января 1586) — немецкий математик и астроном конца XVI века.
Виттих родился в Бреслау (Вроцлав), Силезия. Учился в университетах Лейпцига (1563 г.), Виттенберга (1566 г.), Франкфурта-на-Одере (1576 г.), однако неизвестно, получил ли он там какие-либо учёные степени. В 1580 году работал в Ураниборге — обсерватории Тихо Браге на острове Вен. Примерно с 1584 по 1586 работал в астрономической обсерватории ландграфа Гессен-Кассельского Вильгельма IV в Касселе. Некоторое время сотрудничал с одним из изобретателей маятниковых часов Йостом Бюрги.
Умер в Вене в возрасте около 40 лет.
Предметом внимания Виттиха как астронома были геометрические преобразования системы Коперника к геоцентрической системе отсчёта. В 1578 году он построил диаграмму, на которой Меркурий и Венера обращались вокруг Солнца, а эпициклы Марса, Юпитера и Сатурна имеют радиусы, равные радиусу окружности, по которой Солнце обращается вокруг Земли. Соответствующий чертеж Виттих разместил в принадлежащем ему экземпляре книги Коперника О вращении небесных сфер. С геометрической точки зрения, эта модель полностью эквивалентна гео-гелиоцентрической системе мира Тихо Браге, в которой все планеты обращаются вокруг Солнца, которое обращается вокруг Земли. Предполагается, что именно Виттих подал Тихо Браге идею разработать такую систему мира.
Виттих сыграл также заметную роль в развитии математического аппарата астрономии.